# Eutimio di Sardi
Eutimio di Sardi (in greco Εὐθύμιος?; Licaonia, 751 o 754 – Bitinia, 26 dicembre 831) è stato un vescovo e teologo bizantino, vescovo di Sardi, venerato come santo dalla Chiesa ortodossa e da quella cattolica, strenuo difensore dell'iconodulia.

## Biografia
Eutimio nacque nel 751 o 754 in Ouzara, probabilmente in Licaonia, nel centro dell'Asia Minore. In giovane età entrò in un monastero, e tra il 784 e il 787, fu ordinato vescovo metropolita di Sardi dal patriarca Tarasio di Costantinopoli. In questa veste prese parte al Concilio di Nicea del 787, dove svolse un ruolo di primo piano nella decisione di condannare l'iconoclastia bizantina. Eutimio intervenne in molte delle sessioni del concilio, sostenendo la reintegrazione del vescovi esiliati, la reintegrazione del culto tradizionale delle icone come proposto da Tarasio e papa Adriano I e l'anatema per l'iconoclastia e i suoi sostenitori. Secondo la sua agiografia, in un periodo imprecisato tra il 787 e il 790 avrebbe partecipato ad un'ambasciata alla corte abbaside di Baghdad, dove si distinse per la sua abilità, riuscendo a garantire un accordo di pace con il califfato: tuttavia una tale missione, per non parlare di un trattato di pace, non è attestata per questo periodo da nessun'altra fonte.
Sotto l'imperatore Niceforo I (802-811) cadde in disgrazia e fu deposto ed esiliato nell'isola di Pantelleria (circa 804). Secondo la sua agiografia, l'animosità di Niceforo nei confronti di Eutimio era dovuta al fatto che riuscì a persuadere una donna, che il futuro imperatore aveva desiderato, a farsi suora, ma il vero motivo era probabilmente il supporto che Eutimio diede per la ribellione del generale Bardane il Turco nell'803. Grazie all'intervento del patriarca Tarasio, fu richiamato dall'esilio subito dopo, ma non venne reintegrato nella sua vecchia sede. 
Quando l'iconoclastia fu ancora una volta adottata come dottrina ufficiale sotto gli imperatori Leone V l'Armeno (813-820) e Michele II l'Amoriano (820-829), Eutimio ancora una volta difese la venerazione delle icone, per cui fu arrestato, frustato e nuovamente esiliato; fu poi rilasciato solo per essere nuovamente arrestato ed esiliato. Fu perseguitato con particolare veemenza dal futuro patriarca Giovanni Grammatico. 
La cronologia tradizionale della sua morte, secondo i cronisti bizantini (Genesios, Giovanni Scilitze e Teofane Continuato) e secondo il martirologio è il 26 dicembre 824, quando sarebbe stato frustato a morte per ordine di Michele II. La ricerca moderna, tuttavia, la pone il 26 dicembre 831, sull'isola di Sant'Andrea, a nord di Capo Akritas sulla costa della Bitinia a sud di Costantinopoli, durante il regno del successore di Michele II, Teofilo (829-842).
L'agiografia di Eutimio fu scritta dal patriarca Metodio I di Costantinopoli. Inoltre, rimangono diverse lettere di Teodoro Studita a Eutimio, così come un poema panegirico in suo onore, scritto da un certo Metrofane.

## Culto

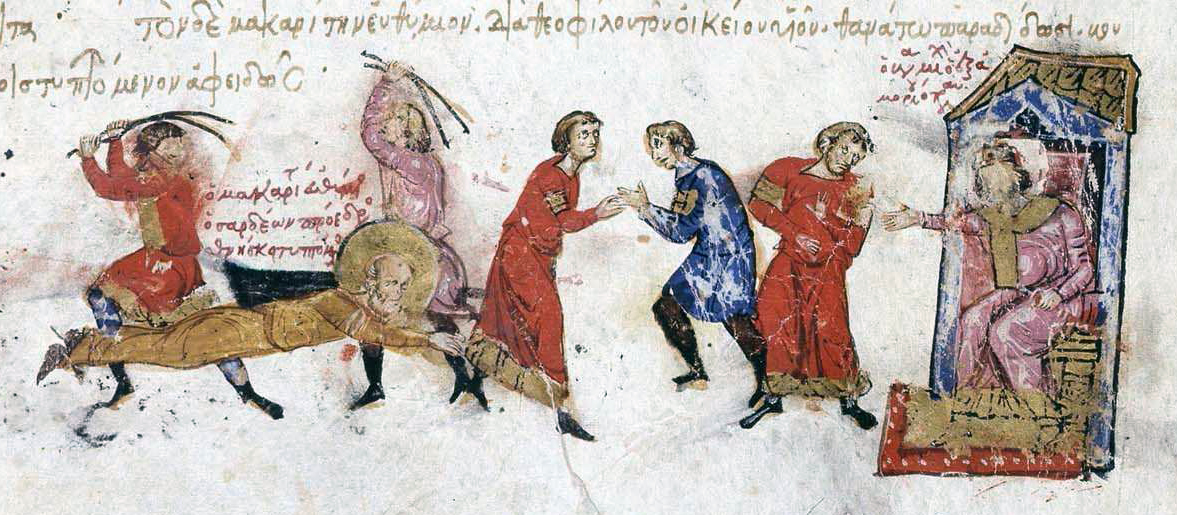
Il martirio di Eutimio di Sardi in una miniatura di Skilitzes

Si ricorda il 26 dicembre.
(Martirologio Romano)